# Uí Garrchon
Gli Uí Garrchon appartenevano ai Dál Messin Corb, dinastia regnante del Leinster, distretto d'Irlanda, per più di cinque secoli. I loro più acerrimi avversari fuori dal Leinster furono gli emergenti Uí Néill. I sovrani appartenenti a questo gruppo di cui si ha notizia sono:
- Driccriu
- Cilline mac Rónain
- Marcán mac Cilline
- Fincath mac Garrchu
- Fráech mac Finchada